# Tschernitz
Tschernitz là một đô thị thuộc huyện Spree-Neiße, bang Brandenburg, Đức. Đô thị Tschernitz có diện tích 13,23 km², dân số thời điểm 31 tháng 12 năm 2006 là 1577 người.